# Czesław Kiszczak
Czesław Jan Kiszczak (19. října 1925 Roczyny – 5. listopadu 2015 Varšava) byl polský voják a vlivný politik komunistické éry v Polsku. V letech 1981-1989 byl mužem číslo 2 v mocenské hierarchii komunistického Polska, po generálu Wojciechu Jaruzelském. V letech 1981–1990 byl ministrem vnitra a mezi 2. a 19. srpnem 1989 krátce též předsedou vlády. V roce 1981 sehrál klíčovou roli při zavedení stanného práva a potlačení hnutí Solidarita. O osm let později však sehrál též značnou úlohu v poklidném přechodu od komunistického režimu k demokracii. Spolupředsedal tzv. kulatému stolu, tedy jednáním mezi vládnoucí Polskou sjednocenou dělnickou stranou a demokratickou opozicí, k nimž došlo na začátku roku 1989. Jednání vedla ke kompromisu, zahájení demokratizačního procesu, obnovení hnutí Solidarita, polosvobodným volbám v roce 1989 a vytvoření první polské nekomunistické vlády od roku 1945, jejímž členem se stal i Kiszczak sám.

## Život
Byl synem komunisticky orientovaného farmáře, který byl kvůli své politické angažovanosti propuštěn z oceláren. Byl vychován v antiklerikální, prosovětské atmosféře. Během druhé světové války, v roce 1942, když mu bylo 16, byl spolu s matkou, starším bratrem a tetou zatčen německými okupanty a poslán na nucené práce. Nejprve pracoval v německém uhelném dole, později byl poslán na otrocké práce do Rakouska. Byl tam jediným Polákem mezi Jihoslovany, z nichž mnozí byli komunisté. Konec války strávil ve Vídni, kde pracoval na železnici. Tam se připojil ke komunisty vedené protinacistické odbojové skupině, která spolupracovala s Rudou armádou. Po jejím příchodu do Vídně sloužil jako její překladatel, protože uměl dobře rusky i německy.
Po válce se vrátil do Polska a téměř okamžitě vstoupil do komunistické Polské sjednocené dělnické strany. Byl poslán do Ústřední stranické školy v Lodži, která cvičila civilní a vojenské stranické aparátčíky. Vstoupil do polské armády, kde bojoval s antikomunistickými partyzánskými skupinami. Partyzáni tehdy i zbili jeho otce. Kiszczak později tvrdil, že tato zkušenost ho vedla k rozhodnutí potlačit vojensky demokratizační proces na začátku 80. let. „Zkušenosti spojené s tímto dramatem, s tím bratrovražedným bojem, patří k hlavním důvodům, které formovaly mou roli v komplikovaných letech 1980–82. Nechtěl jsem, aby se ta tragická historie opakovala,“ řekl.
Později byl přidělen k vojenské rozvědce, kde s krátkými přestávkami sloužil až do roku 1981. V roce 1946 byl poslán na polský generální konzulát v Londýně, kde jeho oficiálním úkolem bylo pomoci repatriovat příslušníky polských ozbrojených sil, kteří sloužili na Západě během války. V roce 1951 se stal náčelníkem oddělení informací v 18. pěší divizi dislokované ve městě Ełk a v roce 1952 byl převelen do Varšavy, kde převzal funkci náčelníka oddělení informací na ředitelství informací armády. Později byl přesunut do ústředí ministerstva národní obrany a stal se náčelníkem generální sekce na ministerstvu financí. V letech 1954–57 studoval na polské akademii generálního štábu a po absolutoriu byl přesunut do nově vzniklé kontrarozvědky Vnitřní vojenská služba (WSW). V letech 1957 až 1965 byl šéfem kontrarozvědky námořnictva v WSW a v roce 1967 se stal zástupcem šéfa WSW.
Od konce 60. let zastával nejvyšší pozice v polské armádě a vojenských zpravodajských službách. V roce 1973 byl povýšen do hodnosti generála. V letech 1972–79 působil jako náčelník vojenské rozvědky. V roce 1978 se stal zástupcem náčelníka polského generálního štábu. V červnu 1979 se vrátil do vojenské kontrarozvědky a do roku 1981 byl vedoucím vnitřní vojenské služby.

### Na vrcholu moci
V červenci 1981 byl jmenován ministrem vnitra. Toto ministerstvo patřilo k nejdůležitějším mocenským centrům. V této pozici se podílel na přípravě a realizaci stanného práva, které bylo v Polsku vyhlášeno 13. prosince 1981. Stal se členem Vojenské rady národní záchrany, kvazivlády spravující Polsko během let 1981–1983. Později trval na tom, že hlavním cílem tohoto opatření bylo odvrátit možnou sovětskou invazi, podobnou té v Československu v roce 1968. „Zachránil jsem zemi před hroznými problémy“, řekl k tomu po letech. Kritici však tvrdili, že Jaruzelski a Kiszczak jen plnili pokyn Moskvy. K největším hříchům, které jsou mu z té doby připisovány, patří zastřelení devíti protestujících horníků z katowického dolu Wujek. Jako ministr vnitra byl odpovědný též za utajování smrti Grzegorze Przemyka po jeho krutém bití dvěma policisty v roce 1983. V soudních spisech případu se zachovala jeho ručně psaná poznámka k utajování vyzývající. V roce 1984 Kiszczak udělil finanční odměny policistům, kteří utajování koordinovali. Během procesu v postkomunistickém Polsku v roce 1997 byl jeden z důstojníků, který se účastnil bití, nakonec postaven před soud a odsouzen, Kiszczak byl zproštěn v této věci viny. Jeho obhájci přitom vyzdvihli, že například osobně dohlížel na stíhání a usvědčení příslušníků tajné policie, kteří unesli a zavraždili kněze Jerzyho Popiełuszka.

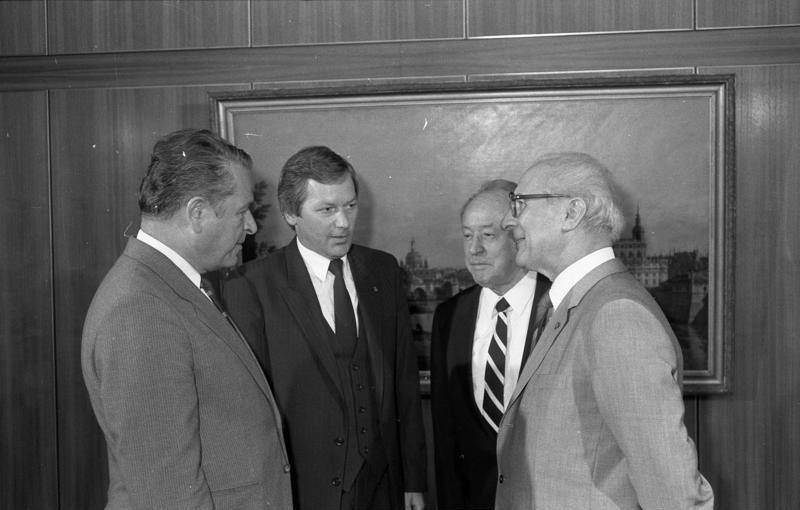
Kiszczak (zcela vlevo) v rozhovoru s vůdcem NDR Erichem Honeckerem (zcela vpravo). Druhý zprava Erich Mielke, východoněmecký ministr pro státní bezpečnost. Foto z roku 1988.

V roce 1982 se stal zástupcem politbyra Polské sjednocené dělnické strany a řádným členem v roce 1986. Na konci 80. let, po obrovských geopolitických změnách, které přinesla Gorbačovova perestrojka, vyjednal Kiszczak s opozicí dohodu u kulatého stolu, která vedla k opětovnému uznání Solidarity a dohodě o podmínkách pro volby v roce 1989. Kandidáti Solidarity v nich získali téměř všechna křesla v Národním shromáždění, o která se mohli ucházet.
Kiszczak byl po volbách jmenován premiérem, ale Solidarita odmítla do jeho vlády vstoupit. Aby odvrátil další nepokoje vyvolané krom krize politické též prudce rostoucími cenami potravin, rezignoval a uvolnil cestu koalici sestavené Tadeuzsem Mazowieckim. V jeho vládě přijal znovu místo ministra vnitra a také se stal místopředsedou vlády. Na těchto postech setrval do poloviny roku 1990. Poté odešel z politického života.
Zemřel ve věku 90 let na srdeční problémy. Polské ministerstvo obrany mu odmítlo přidělit místo na vojenském hřbitově Powązki nebo poskytnout vojenské pohřební pocty. Byl tedy pohřben na pravoslavném hřbitově ve Varšavě za přítomnosti členů rodiny a přátel. Ceremonie se nezúčastnil nikdo z vlády ani armády.

## Hodnocení a kontroverze
Kiszczak (stejně jako Jaruzelski) zůstává jednou z nejkontroverznějších postav moderních polských dějin. O tom, zda byl vlastenec nebo zrádce, se vedou zuřivé debaty. Jeho kritici ho nenávidí za represe, které způsobily utrpení mnoha Poláků, a obviňují ho, že jednal v zájmu Moskvy. Jiní Poláci ale chválí Kiszczaka za to, že se vzdal moci bez násilí a zahájil dialog se Solidaritou, který vedl k poklidnému pádu komunismu v Polsku. Pro mnoho Poláků bylo frustrující, že Kiszczak nikdy nečelil trestu za stanné právo a další represivní opatření a přičítali to tajným dohodám z roku 1989. Do očí bijící bylo, že naopak policisté na nižších úrovních uvězněni byli. Sám Kiszczak také několikrát stanul před soudem, ale nakonec mu byl udělen pouze dvouletý podmíněný trest za jeho roli při zavádění stanného práva.
Zajímavostí je, že Kiszczak hýbal polskou politikou ještě dlouho po své smrti. V únoru 2016 byl dům jeho manželky podroben domovní prohlídce, která odhalila dokumenty dokazující spolupráci vůdce Solidarity a prvního postkomunistického prezidenta Lecha Walesy s komunistickými tajnými službami. Kiszczak uchovával tajné složky ve svém osobním vlastnictví. Manželka Maria Kiszczaková byla poté obviněna z pokusu tyto dokumenty prodat. Nález dokumentů podpořil konspirační teorie, že Kiszczak byl po pádu komunismu tajně chráněn novou elitou, na niž měl kompromitující materiály.